# Soldadura per difusió

Animació del procés de soldadura per difusió

La soldadura per difusió, SD (en anglès Diffusion Welding, DFW), es pot considerar una extensió del procés de soldadura per pressió a temperatura elevada i llarga durada. És un procés en estat sòlid obtingut mitjançant l'aplicació de calor i pressió enmig d'una atmosfera controlada amb un temps prou necessari perquè ocorri la difusió o coalescència. Aquesta coalescència es porta a terme mitjançant una difusió en estat sòlid.
El procés de difusió és utilitzat per unir metalls de la mateixa o diferent composició, per a l'obtenció de difusió amb metalls de diferent composició se sol introduir amb freqüència entre els metalls a unir una petita capa de farcit com ara níquel, per promoure la difusió dels dos metalls base.